# 能高鱗毛蕨
能高鱗毛蕨（学名：Dryopteris costalisora）为鱗毛蕨科鱗毛蕨屬下的一个种。

## 扩展阅读
- 維基物種上的相關：能高鱗毛蕨